# Hôtel-Dieu de Belleville
 (février 2024).
Si vous disposez d'ouvrages ou d'articles de référence ou si vous connaissez des sites web de qualité traitant du thème abordé ici, merci de compléter l'article en donnant les références utiles à sa vérifiabilité et en les liant à la section « Notes et références ».
L'hôtel-Dieu de Belleville est un Hôtel-Dieu situé à Belleville, en France. Le bâtiment abrite aujourd'hui un musée.

## Histoire
Il a ouvert ses portes en 1733 afin d'accueillir 14 pauvres. Puis, progressivement agrandi au XIXe siècle, l'Hôtel-Dieu de Belleville-en-Beaujolais a fonctionné jusqu'en 1991. 
L'Hôtel-Dieu est composé d'un apothicairerie et d'une collection de pots en faïence, porcelaine et verre, de chapelles et leurs expositions d'art sacré, de trois salles des malades encore meublées de leurs lits à ruelle et d'objets chirurgicaux et usuels. Un bloc opératoire est également présent avec tous les objets médicales nécessaires aux actes chirurgicaux. Une évocation de la maternité est disponible. Un jardin de plantes médicinales est reconstitué.
Avec le soutien de bienfaiteurs, la ville décide de construire un lieu de charité plus vaste. Dès 1714, la ville obtient une acquisition d'un terrain de le haut de la ville, éloigné de la Saône. Puis, une ouverture d'une salle pour 14 lits avec une chapelle s'effectue en 1733. Des religieuses détachées de l'Hôtel-Dieu de Villefranche, appartenant à l'ordre de Sainte Marthe de Beaune, arrivent à l'Hôtel-Dieu de Belleville-en-Beaujolais.
Deux ans plus tard, en 1735, l'Hôtel-Dieu acquiert une obtention des lettres patentes signées de Louis XV. En 1739, un chirurgien est recruté pour aider les religieuses à soigner les pauvres.
En 1826, l'Hôtel-Dieu obtient une adjonction d'une seconde salle identique à la première. Trois ans plus tard, Ssur Martinière, pionnière du site et supérieure de la communauté religieuse, met au point la formule de la "mixture de Belleville" qui sera commercialisée jusqu'en 1964.[réf. nécessaire]

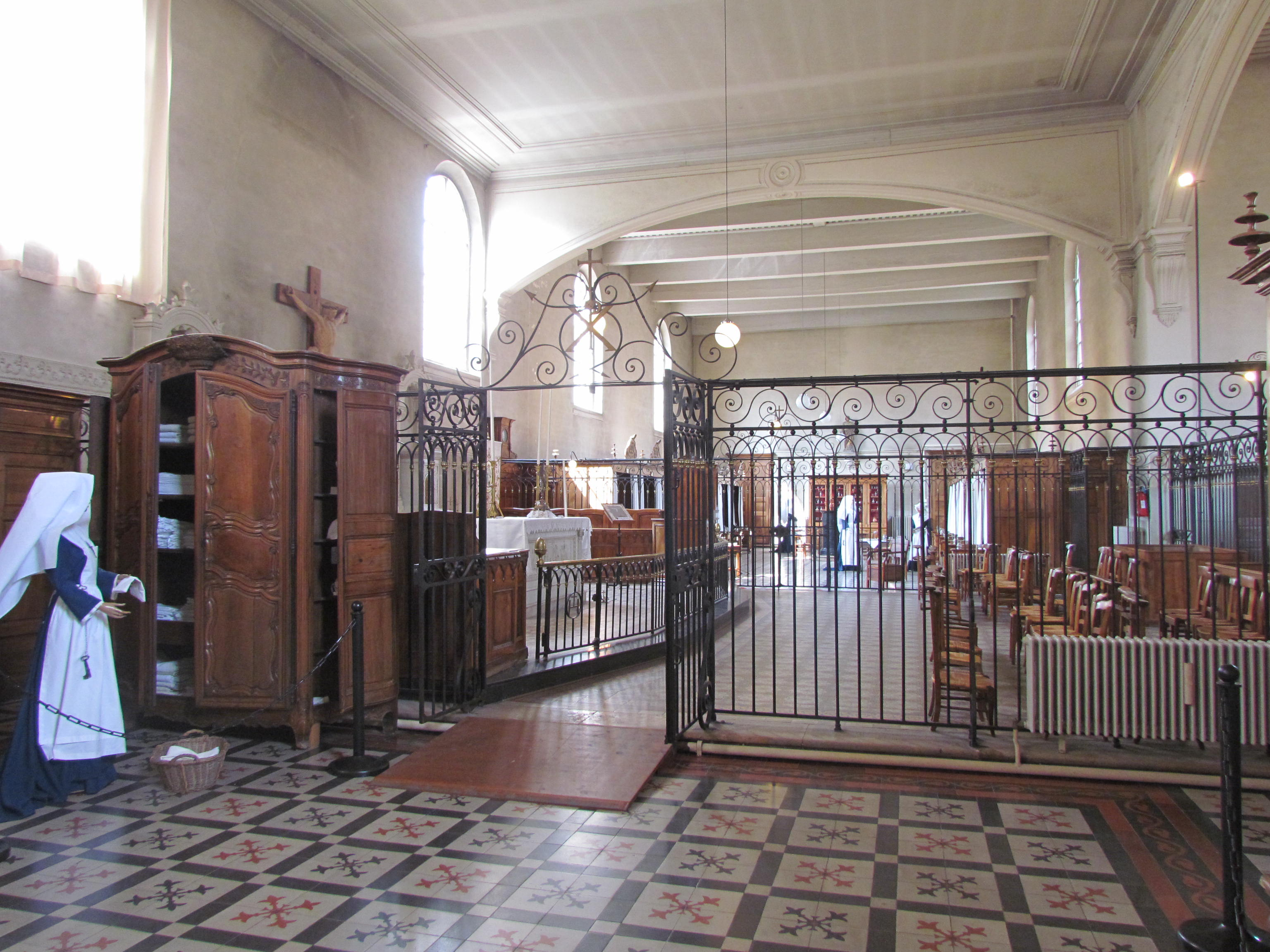
Intérieur de l'Hôtel-Dieu de Belleville-en-Beaujolais.

Une crue de la Saône pousse l'Hôtel-Dieu à être évacué en 1840. Dix ans après, l'Hôtel-Dieu qui fut réhabilité de ses malades, obtient une adjonction d'une troisième salle complétant alors le plan dit en T, commun à une grande majorité des Hôtels-Dieu. En 1851, construction d'une chapelle. En 1911, le musée fait la réception du bloc opératoire dans la fondation Gaillardon. Neuf ans plus tard, une maternité fait son apparition à l'Hôtel-Dieu.
L'hôpital religieux se modernise avec l'apparition d'un service de radiologie dès 1936. Peu après, l'Hôtel-Dieu voit ses occupants partir. En outre, en 1962, un transfert des services médicaux, pharmaceutiques et de la maternité s'effectue en direction d'un nouvel hôpital. Par la suite, le site devient hospice de vieillards. En 1981, la communauté religieuse quitte progressivement l'Hôtel-Dieu. Dix ans plus tard, les pensionnaires quittent l'Hôtel-Dieu, l'hospice est par conséquent fermé. 
En 1994, l'Hôtel-Dieu est classé aux Monuments Historiques.